# Galium weberbaueri
Galium weberbaueri är en måreväxtart som beskrevs av Kurt Krause. Galium weberbaueri ingår i släktet måror, och familjen måreväxter.
Artens utbredningsområde är Peru. Inga underarter finns listade i Catalogue of Life.